# James Surowiecki
James Surowiecki (1967) è un giornalista e scrittore statunitense.
Fa parte dello staff del The New Yorker, in particolare cura una rubrica di affari e finanza chiamata "The Financial Page".

## Opere
- La saggezza delle folle, Fusi Orari, 2007. ISBN 978-88-89674-15-4
- The Wisdom of Crowds: Why the Many Are Smarter Than the Few and How Collective Wisdom Shapes Business, Economies, Societies and Nations Little, Brown, 2004. ISBN 0-316-86173-1
- Best Business Crime Writing of the Year (Editor) Anchor, 2002. ISBN 1-400-03371-3